# Fahléite
La fahléite est un minéral d'arséniate de zinc, calcium et fer, se présentant sous forme d'agrégats de cristaux courbés et torsadés, regroupés en faisceaux fibreux. Elle a une faible dureté (2 sur l'échelle de Mohs) et constitue le deuxième et dernier membre du groupe de la smolyaninovite dont elle probablement l'analogue zinc.   
Découverte dans la mine d'Ongopolo à Tsumeb, dans la région d'Oshikoto en Namibie. Sa localité type est le gisement connu. Elle a été décrite en 1989, l'IMA l'a validée et lui a attribué le symbole Fhl.
Elle a été nommée en l'honneur de Rolf Fahle (né en 1943), marchand allemand de minéraux spécialiste de Tsumeb, qui a fourni le spécimen type. 
L'analyse de ce minéral n'est pas complète en 2025. 

## Formation et environnement

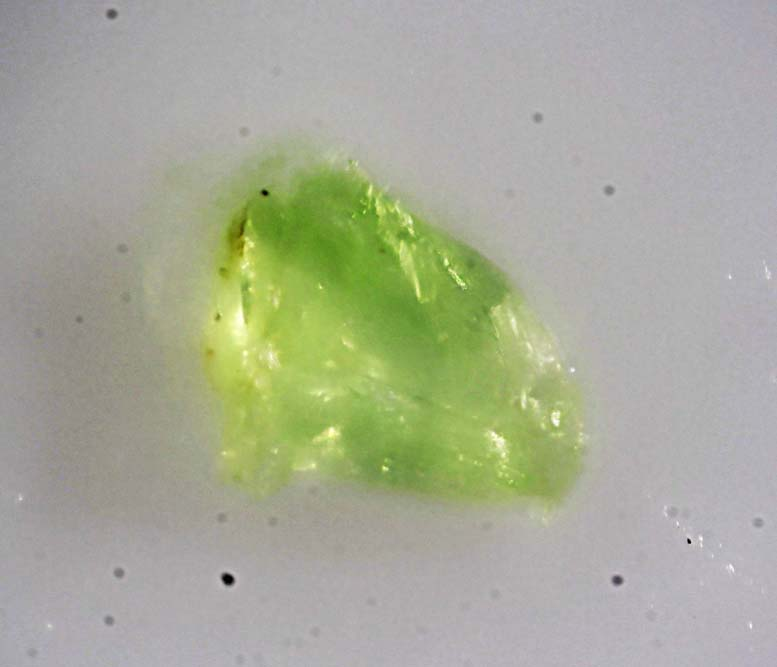
Cristal (vert) en vue rapprochée.

La fahléite est apparue après la grande Oxydation (stade 7 du mode paragénétique) par hydratation superficielle de minéraux antérieurs (mode 47a) qui sont des arséniates, antimoniates, séléniates, bismuthinates (47d). C'est pourquoi elle a été trouvée dans une zone d'oxydation de la mine d'Ongopolo.
Elle y est associée au lavendulan, à la conichalcite, à latsumcorite, à plusieurs minéraux du sous-groupe de la tennantite, à la chalcocite, au quartz, à la calcite et au gypse.

## Structure chimique et cristalline
De formule chimique CaZn5Fe3+/2(AsO4)6·14H2O, elle possède une masse molaire de 1564,45 g. L'oxyde le plus présent dans sa formulation est l'As2O2 (44,07 % de la masse molaire). Elle est hydratée à hauteur de 16,12 % de ce poids.
| Composition | Composition |
| ----------- | ----------- |
| Calcium     | 2,56 %      |
| Zinc        | 20,90 %     |
| Fer         | 7,14 %      |
| Arsenic     | 28,73 %     |
| Hydrogène   | 1,80 %      |
| Oxygène     | 38,86 %     |

Minéral hydrothermal de type arséniate, composé de calcium, zinc, fer et arsenic, elle cristalline dans une symétrie orthorhombique. Le volume cristallin de la fahléite est de 1684,32 Å3.

### Cellules cristallines
Les paramètres de la cellule cristalline de la fahléite sont : a = 6,60 Å, b = 11,6 Å et c = 22,0 Å. Les angles sont α = 90°, β = 90° et γ = 90°.
Ces valeurs indiquent que la fahléite a une structure cristalline orthorhombique, avec des cellules cristallines allongées dans la direction c.

## Propriétés optiques
La fahléite est transparente et présente une biréfringence maximale de 0,028, de type biaxe positif. Les valeurs de réflectivité (RI) sont : α = 1,628, β = 1,631, γ = 1,656. La valeur moyenne est donc 1,638.